# Michael Christoph Wohler
Michael Christoph Wohler den yngre, född 1754 i Magdeburg, död 16 december 1802 i Potsdam, var en preussisk hovbildhuggare.
Han var son till bildhuggaren Michael Christoph Wohler den äldre. Han fick sin första utbildning till bildhuggare och skulptur av sin far och därefter fortsatte utbildningen med praktikarbete för bröderna Räntz i Potsdam. Han fortsatte sedan med studier i Rom och S:t Petersburg samt en kortare tid i Stockholm. Han studerade vid Det Kongelige Danske Kunstakademi 1775–1779 där han belönades med den stora guldmedaljen. Han återvände till Potsdam 1780 där han inledde ett konstnärligt samarbete med sin bror Johan Christoph Wohler. Han utnämndes till preussisk hovbildhuggare. Hans konst består till stor del av reliefer med religiösa och mytologiska motiv.

### Fotnoter
1. ↑  Kunstindeks Danmark, Kunstindeks Danmark-ID: 11427, läst: 9 oktober 2017.[källa från Wikidata]